# Vivien Brisse
Vivien Brisse (Saint-Étienne, 8 april 1988) is een Frans wielrenner, die vooral naam heeft gemaakt op de piste. Hij is gespecialiseerd in het Omnium, maar rijdt aan de zijde van Morgan Kneisky ook vaak ploegkoersen.

## Overwinningen

### Piste
| Jaar | FK                            | EK         | WK         | Overig                             |
| ---- | ----------------------------- | ---------- | ---------- | ---------------------------------- |
| 2007 | Ploegenachtervolging          |            |            |                                    |
| 2008 |                               |            |            |                                    |
| 2009 | Puntenkoers, Ploegkoers       |            |            |                                    |
| 2010 |                               |            |            |                                    |
| 2011 | Ploegenachtervolging, Scratch | Ploegkoers |            |                                    |
| 2012 | Omnium, Ploegkoers            |            |            |                                    |
| 2013 | Omnium, Ploegkoers, Scratch   |            | Ploegkoers | 4daagse Grenoble                   |
| 2014 | Omnium                        | Ploegkoers |            | Fenioux: Scratch, 3daagse Grenoble |